# P. J. Soles
P.J. Soles (nacida Pamela Jayne Hardon; Fráncfort del Meno, Alemania; 17 de julio de 1950) es una actriz de cine y televisión estadounidense, conocida por su papeles como Lynda van der Klok en Halloween, Riff Randell en Rock 'n' Roll High School, Norma Watson en Carrie y la novia militar de Bill Murray Stella en El pelotón chiflado.

## Carrera
P.J. Soles comenzó su carrera como actriz en 1973 en la serie de televisión Love Is a Many Splendored Thing. En 1976 actuó en el film Carrie (1976) de Brian De Palma, junto a Sissy Spacek, Piper Laurie, Amy Irving, William Katt, Nancy Allen, John Travolta, Betty Buckley, entre otros. Mientras se filmaba la escena del baile de graduación, el chorro de la manguera de bomberos que se usa en dicha escena le rompió el tímpano. En 1978 actuó en la película Halloween dirigida por John Carpenter, junto a Donald Pleasence, Jamie Lee Curtis y Nancy Loomis. En 1979 protagonizó la película Rock 'n' Roll High School, en la cual actuó al lado de Vincent Van Patten y The Ramones. En 1980 actuó en la película Private Benjamin y en 1981 en Stripes. Durante los años ochenta y noventa participó en diversas películas y series de televisión. En 1999 actuó en la película Jawbreaker. En 2005 participó en la película The Devil's Rejects, en 2008 actuó en la película Alone in the Dark II. en el año 2018 participó en el regreso de Halloween poniendo su voz como profesora de Allyson, también trabajando en las cintas Candy Corn, Killer Therapy y Hanukkah en 2019. También en el año 2021 apareció como imagen de archivo en Halloween Kills recordando a su personaje de Lynda.

## Vida personal
En 1971 se casó con el actor y músico J. Steven Soles del cual se divorció en 1975, pero ella decidió mantener el apellido Soles. En 1978 se casó con el actor Dennis Quaid del cual se divorció en 1983, ese mismo año se casó por tercera ocasión con Skip Holm del cual en 1998 se divorció. Con Skip Holm tiene 2 hijos, un hijo llamado Sky que nació en 1983 y una hija llamada Ashley que nació en 1988.

## Filmografía

### Películas
| Año  | Nombre                             | Papel                | Notas         |
| ---- | ---------------------------------- | -------------------- | ------------- |
| 1976 | Blood Bath                         | ---                  | Sin acreditar |
| 1976 | Sport                              | ---                  |               |
| 1976 | Carrie                             | Norma Watson         |               |
| 1976 | El chico de la burbuja de plástico | Deborah              |               |
| 1977 | The possessed                      | Marty                |               |
| 1977 | Alexander: the other side of dawn  | ---                  | Sin acreditar |
| 1978 | Our winning season                 | Cindy Hawkins        |               |
| 1978 | Halloween                          | Lynda van der Klok   |               |
| 1978 | Zuma Beach                         | Nancy                |               |
| 1979 | Old boyfriends                     | Sandy                |               |
| 1979 | Breaking Away                      | Suzy                 |               |
| 1979 | Rock 'n' Roll High School          | Riff Randell         | Principal     |
| 1980 | Soggy Bottom, U.S.A.               | Sharlene             |               |
| 1980 | Private Benjamin                   | Soldado Wanda Winter |               |
| 1981 | El pelotón chiflado                | Stella Hansen        |               |
| 1982 | The awakening of Cassie            | Cassie               |               |
| 1983 | Sawyer y Finn                      | Becky Thatcher       |               |
| 1983 | The other woman                    | Mary Louise          |               |
| 1984 | Innocent prey                      | Cathy Willis         |               |
| 1984 | Listen to the city                 | Sophia               |               |
| 1985 | Sweet Dreams                       | Wanda                |               |
| 1987 | Saigon Commandos                   | Jean Lassiter        |               |
| 1988 | B.O.R.N.                           | Liz                  |               |
| 1990 | Alienator                          | Tara                 |               |
| 1991 | Soldier's fortune                  | Debra                |               |
| 1994 | Shake, rattle and rock!            | Evelyn Randall       |               |
| 1995 | The power within                   | Sra. Applegate       |               |
| 1995 | Out There                          | Fanática religiosa   |               |
| 1997 | Little Bigfoot                     | Carolyn              |               |
| 1997 | Uncle Sam                          | Madge Cronin         |               |
| 1999 | Jawbreaker                         | Sra. Purr            |               |
| 2000 | El reflejo de Lucifer              | Mamá de Annika       |               |
| 2000 | Blast                              | Diputada             |               |
| 2001 | Kept                               | Celia                |               |
| 2005 | Pee Stains and Other disasters     | Jenny                |               |
| 2005 | The Devil's rejects                | Susan                |               |
| 2005 | Murder on the Yellow Brick Road    | Hannah Gruber        |               |
| 2005 | Death by engagement                | Sra. Starkington     |               |
| 2006 | Dead calling                       | Valerie Redmond      |               |
| 2006 | El hada de los dientes             | Sra. MacDonald       |               |
| 2006 | Ray of sunshine                    | Madre                |               |
| 2007 | Mil Máscaras vs. Aztec Mummy       | ---                  |               |
| 2008 | Love in the Age of Fishsticks      | Dios                 | Voz           |
| 2008 | Prank                              | Marianne             |               |
| 2008 | Alone in the Dark 2                | Martha               |               |
| 2009 | Imps*                              | Jovencita            |               |
| 2009 | Bind                               | Carol                |               |
| 2010 | Beg                                | Eva Fox              |               |
| 2010 | The butterfly room                 | Lauren               |               |
| 2012 | Eternal                            | Lucinda              |               |
| 2018 | Halloween                          | Profesora            | Voz           |
| 2019 | Killer Therapy                     | Doctora Emily Lewis  |               |
| 2019 | Candy Corn                         | Marcy Taylor         |               |
| 2019 | Hanukkah                           | Señora Horowitz      |               |

### Series de televisión
| Año        | Nombre                                    | Papel                                  | Notas                                        |
| ---------- | ----------------------------------------- | -------------------------------------- | -------------------------------------------- |
| 1973       | Love Is a Many-Splendored Thing TV series | ---                                    | Sin acreditar                                |
| 1976       | The Blue Knight                           | ---                                    | Estrella invitada                            |
| 1984       | Cheers                                    | Julie                                  | Episodio: Rebound: Part 2                    |
| 1984       | Airwolf                                   | Ellie                                  | Estrella invitada                            |
| 1983- 1984 | Simon & Simon                             | 'Crazy Susan' Sackwell / Marie Collins | 2 episodios                                  |
| 1985       | Hardcastle and McCormick                  | Ellen Styner                           | Episodio: Something's going on on this train |
| 1986       | Knight Rider                              | Ellen Whitby                           | Episodio: Out of the woods                   |